# Mas Solers (Parlavà)
Mas Solers és una masia de Parlavà (Baix Empordà) inclosa en l'Inventari del Patrimoni Arquitectònic de Catalunya.

## Descripció
Situat prop de l'església, és un gran casal de planta rectangular i coberta de teula a dos vessants, amb el carener perpendicular a la línia de façana. Les obertures de la façana principal són allindanades, i mostren inscripcions amb dates dels segles XVII i XVIII. Es conserva una garita cilíndrica de maó a un dels angles de l'edifici, amb un basament de pedra que té relleus relatius al cognom de la família Solers, motiu que també apareix a una de les finestres.

## Història
La masia data dels segles XVII-XVIII, dates que hi figuren a la façana principal. La proximitat del mar, amb les freqüents incursions dels pirates, obligà les poblacions pròximes al litoral a protegir-se de l'enemic amb aquest tipus de construccions.